# Leandro Alves de Carvalho
Leandro Alves de Carvalho (Rio de Janeiro, 21 de setembro de 1996), mais conhecido como Leandrinho, é um futebolista brasileiro que atua pelo Boavista-RJ.

## Carreira

### Categorias de base
Com apenas cinco anos de idade, Leandrinho começou a jogar futebol na escolinha do Vasco da Gama. Passou também pelo Fluminense e iniciou a carreira nas categorias de base do Flamengo, onde atuou até os 15 anos, quando cansou da rotina de jogador de futebol. Desmotivado, foi dispensado pelo time rubro-negro e convidado para treinar no Botafogo. Após o convite, foi contratado para jogar pela equipe juvenil do alvinegro. No clube, o jogador se destacou como titular e camisa 10 nas categorias sub-17 e sub-20. Em abril de 2015, antes mesmo de estrear pelos profissionais, Leandrinho renovou contrato com o Botafogo por duas temporadas, com uma multa rescisória de R$ 30 milhões.

### Início no Botafogo
A primeira vez que Leandrinho foi relacionado para uma partida entre os profissionais foi no dia 19 de novembro de 2014, contra o Figueirense, no Engenhão, em jogo válido pelo Campeonato Brasileiro. Contudo, o jogador não entrou em campo e só foi integrado oficialmente ao elenco profissional do Botafogo em 2016.
Sua estreia como jogador profissional aconteceu no dia 30 de janeiro de 2016, na vitória por 2–0 diante do Bangu, em São Januário, em duelo válido pelo Campeonato Carioca. Ao longo da competição, Leandrinho foi ganhando espaço no time de Ricardo Gomes e conquistando a vaga de titular. O primeiro gol aconteceu na vitória por 1–0 sobre o Boavista-RJ, na última rodada da Taça Guanabara. O meia também marcou na final do Estadual, contra o Vasco da Gama, mas o Botafogo acabou com o vice-campeonato. Em maio, fez sua estreia no Campeonato Brasileiro diante do São Paulo, no Raulino de Oliveira. Já o primeiro gol na competição foi marcado contra o Corinthians, na Arena Corinthians. No entanto, na metade da temporada, o meia sofreu uma lesão na coxa esquerda por duas vezes e acabou perdendo espaço na equipe após a chegada de novos atletas.
Em março de 2017, Leandrinho voltou a sofrer a mesma lesão na coxa esquerda e ficou fora de ação por um mês. No retorno aos gramados, em partida do Campeonato Carioca contra o Vasco da Gama, foi substituído no primeiro tempo mais uma vez depois de sentir a mesma contusão.. Após lesionar a coxa esquerda pela quarta vez em cerca de dez meses, o meia passou a receber tratamento especial do Botafogo, incluindo a extração dos quatro sisos e apoio psicológico. Assim, Leandrinho voltou a ser relacionado em junho. Recuperado, fez sua primeira partida iniciando como titular na Série A de 2017 contra o Grêmio, no dia 13 de agosto, e marcou o gol da vitória por 1–0. Um mês depois, contudo, voltou a se machucar em uma dividida em um clássico contra o Flamengo e perdeu todo o restante da temporada. Em julho de 2018, mesmo sem jogar há quase um ano, teve seu contrato renovado até o final de 2020.

### Sport
Após ficar cerca de 15 meses sem atuar, o meia se apresentou ao Sport no início de 2019, contratado por empréstimo de um ano. No clube pernambucano, fez a temporada de maior minutagem em sua carreira. Ainda se firmando no Campeonato Estadual – sua primeira conquista no futebol profissional – Leandrinho ganhou status de titular na campanha do acesso na Série B, na qual o Sport terminou como vice-campeão.

### Futebol português
Em 2020, Leandrinho retornou ao Botafogo, mas jogou apenas uma partida oficial. Em julho, conseguiu uma liminar na Justiça para rescindir contrato com o clube e, no mês seguinte, acertou com o Gil Vicente, de Portugal.

### Operário-PR
No final de março de 2021, o meia retornou ao futebol brasileiro para defender o Operário-PR. Chegou a participar de 12 jogos na Série B, porém teve uma grave lesão no joelho que o tirou dos gramados por cerca de dez meses. Em 2022, somou apenas seis partidas pelo time paranaense, sendo dispensado ao final de outubro.

### Paysandu e Portuguesa-RJ
Acertou com o Papão no primeiro semestre de 2023 para a disputa da Série C. Fez somente sete partidas e, ao final do ano, transferiu-se para a Portuguesa-RJ, clube pelo qual disputou o Campeonato Carioca.

## Vida pessoal
Leandrinho foi criado no bairro de Vila Isabel, na Zona Norte do Rio de Janeiro. Filho de Maria Elizete Alves de Carvalho, o jogador sonha cursar a faculdade de jornalismo.

## Títulos
Sport
- Campeonato Pernambucano: 2019

Botafogo
- Campeonato Carioca Sub-20: 2014 (categorias de base)
- Torneio Octávio Pinto Guimarães: 2015 (categorias de base)